# Festival BD de Roquebrune-sur-Argens
Le Festival BD de Roquebrune-sur-Argens a vu sa première édition en septembre 2001. Il est, depuis, organisé annuellement, le temps d'un week-end.
Parmi les manifestations, les auteurs défilent en Harley Davidson, jusqu'à la séance de dédicaces, qui remporte un succès auprès du public.
Pour la première édition, une rue est rebaptisée en boulevard Ric Hochet. Depuis, une tradition s'est établie de donner le nom d'un personnage à une rue lors de chaque édition. Ainsi, à l'occasion du 2e Festival BD a été inaugurée, le 12 septembre 2003, une place « Titeuf », à La Bouverie, sur la commune de Roquebrune sur Argens, bordée de l'école primaire et la maternelle du quartier.